# Хартуларі Віктор Костянтинович
Віктор Костянтинович Хартуларі (нар. 25 квітня (7 травня) 1837 — пом. 17 (30) жовтня 1916) — російський військовик, полковник Російської імператорської армії. Нащадок давнього шляхетського роду грецького походження.
Батько генерал-майора Віктора Хартуларі й акторки Ганни Совачової.

## Життєпис
Народився 7 травня (25 квітня) 1837 року в Херсонській губернії Російської імперії.
У 1857 році закінчив 2-й кадетський корпус і протягом трьох наступних років проходив військову службу в 2-у стрілецькому батальйоні. В листопаді 1860 року вступив до Михайлівської артилерійської академії в Санкт-Петербурзі, яку закінчив у 1862 році й отримав призначення інспектором стрілецьких батальйонів. В серпні 1962 року зарахований до Миколаївської академії Генерального штабу, проте вже у вересні того ж року з невідомих причин був відрахований з академії з наданням чотиримісячної відпустки. В листопаді був прикомандирований до Павлівського кадетського корпусу, а з жовтня 1863 року переведений у 1-е Павлівське військове училище.
У 1875 році В. К. Хартуларі призначається інспектором класів Московської військової прогімназії, а наступного року — інспектором класів 4-ї Московської військової гімназії. З 1878 року — полковник.
З січня 1885 року й до виходу на пенсію у вересні 1902 року — інспектор класів Нижньогородського графа Аракчеєва кадетського корпусу.
Помер 30(17) жовтня 1916 року в місті П'ятигорську, похований на міському цвинтарі.

## Нагороди
- Орден Святої Анни 3-го ступеня (1871);
- Орден Святої Анни 2-го ступеня (1876);
- Орден Святого Володимира 4-го ступеня (1878);
- Орден Святого Володимира 3-го ступеня (1882).

## Родина
В. К. Хартуларі був одружений двічі: вперше — з Вірою Василівною Саренко, дочкою статського радника Василя Саренка і баронеси Емми фон Флемінг. Від цього шлюбу народилось восьмеро дітей: сім синів і дочка. Після смерті першої дружини В. К. Хартуларі одружився вдруге — з вдовою статського радника Олександрою Федорівною Кунарович.